# Марија Вилфан
Марија Вилфан (Љубљана, 26. април 1912 — Љубљана, 30. август 1994), новинарка, учесница Народноослободилачке борбе и друштвено-политичка радница СФРЈ.

## Биографија
Рођена је 26. априла 1912. године у Љубљани. Студирала је француски и енглески језик на Филолошком факултету у Љубљани (1930—1935). Током студија је заједно са супругом Јожом Вилфаном приступила напредном радничком покрету, а 1934. године је постала чланица Комунистичке патрије Југославије (КПЈ). 
После окупације Краљевине Југославије 1941. године радила је у радио-служби Освободилне фронте у Љубљани, а у периоду од 1942. до 1943. године је уређивала радио вести Освободилне фронте.
После рата била је на различитим функцијама у Министарству инострани послова. Била је начелница Уреда за штампу Покрајинског народног одбора за Приморје (до 1947. године), шеф Одсека за штампу Министарства иностраних послова и помоћник директора за информације у Државном секретаријату иностраних послова (до 1958. године). Обављала је и дужност секретара Комисије за везе са иностранством Централног одбора Социјалистичког савеза радног народа Југославије (ССРНЈ), била је председница Комисије за идеолошка питања Главног одбора Социјалистичког савеза радног народа Словеније и директорка "Цанкарјеве заложбе" у Љубљани. У периоду након 1970. године била је председница Комисије за УНЕСКО у Београду.
Бирана је за републичког народног посланика од 1958. до 1963. године, а на Четвртом конгресу Савеза комуниста Словеније изабрана је у Централни комитет СКС.

## Одликовања
Марија Вилфан је носилац више одликовања:
- Орден заслуга за народ
- Орден братства и јединства
- Орден заслуга за народ са златном звездом
- Орден рада са црвеном заставом